# Spinodarnoides spiniger
Spinodarnoides spiniger är en insektsart som beskrevs av George Darby Haviland. Spinodarnoides spiniger ingår i släktet Spinodarnoides och familjen hornstritar. Inga underarter finns listade i Catalogue of Life.